# Судковичі
Судко́вичі — село в Україні, в Яворівському районі Львівської області. Населення становить 262 особи. Орган місцевого самоврядування - Мостиська міська рада.